# Rittergut Crispendorf
Das Rittergut Crispendorf war ein Rittergut in Crispendorf und bis 1848 Patrimonialgericht in Reuß ältere Linie.

## Geschichte
Das Rittergut Crispendorf war zunächst im Eigentum der Familie von Watzdorf und wurde 1597 reußisches Familien- bzw. Kammergut. 1765 wurde es an den Bergmeister Johann Christian Rudolph verkauft. 1824 erbte August Heinrich Theodor Geldern, der die Erbtochter Wilhelmina Johanna Rudolph geheiratet hatte, den Besitz. Er wurde damit Stammvater des Adelsgeschlechts Geldern-Crispendorf. Sein Sohn, der Regierungsrat, Konsistorialadvokat und Rittergutsbesitzer August von Geldern-Crispendorf (1791–1835) wurde am 28. März 1846 mit seiner Familie als von Geldern-Crispendorf in den reußischen Adel aufgenommen. Erbe des Ritterguts war sein ältester Sohn Bruno von Geldern-Crispendorf (1827–1894). 1875 wurde das Rittergut in einen Familienfideikommiss umgewandelt. Verwalter des Gutes war zunächst der Sohn Brunos von Geldern-Crispendorf, Max von Geldern-Crispendorf und dann dessen Sohn Erich von Geldern, Major, respektive dessen Bruder Eberhard von Geldern als Mitinhaber. Er lebte mit seiner Familie nach der Bodenreform in Bayern. Aufgrund des Verbotes von Fideikommissen in der Weimarer Republik wurde die fideikommissarische Eigenschaft des Rittergutes durch Familienbeschluss 1927 aufgehoben. Rittergut Crispendorf wurde ein Allodialgut.
Die Akten des Ritterguts ab dem Jahr 1595 wurden auf Grund eines Hinterlegschaftsvertrages 1938 durch das Staatsarchiv Greiz übernommen.

## Gebäude
1923 hatte das Rittergut eine landwirtschaftliche Fläche von 274 ha. Das Gut wurde nach dem Zweiten Weltkrieg enteignet. Das Hauptgebäude, ein kleines Barockschloss wurde 1945 geplündert und 1948 aufgrund SMAD-Befehl Nr. 209 gesprengt. Das Schloss war auf den Grundmauern einer 1389 erstmals erwähnten Burg errichtet worden.

## Patrimonialgericht
Das Rittergut Crispendorf verfügte als Patrimonialgericht über die obere und niedere Gerichtsbarkeit. Die obere Gerichtsbarkeit wurde 1842 an den Staat abgetreten. Nach der Märzrevolution erfolgte dies auch in Bezug auf die niedere Gerichtsbarkeit.